# Антоније Блум
Митрополит Антоније, световно име Андреј Борисович Блум (рус. Андрей Борисович Блум; Лозана, 19. јун 1914 — Лондон, 4. август 2003) је био припадник француског покрета отпора, војни хирург и православни митрополит.
Рођен је 1914. године у Лозани, у Швајцарској.
Мајка му је била сестра композитора Александра Скрјабина. Отац му је био члан руског царског дипломатског кора, па детињство проводи у Русији и Персији. Током бољшевичке револуције породица се сели у Персију одакле 1923. године одлазе за Париз. Будући митрополит тамо дипломира физику, хемију и биологију и докторира медицину на париском универзитету.
Године 1939. пре него што ће отићи да се придружи француској армији на фронту као хирург, тајно узима монашки завет, а 1943. прима монашки постриг и добија име Антоније. Током окупације Француске од стране Немаца, приступа покрету отпора. За игумана је рукоположен 1953. године, 1956. за архимандрита, а 1957. епископа. Митрополит је постао 1966. године. Његове проповеди су Руској православној цркви привукле многе Британце. Антоније Блум је преминуо 4. августа 2003. године у Лондону.

## Учење
Основна тема учења митрополитовог је молитва. Он у својим књигама, радио емисијама и беседама позива људе „на оно што је најтеже“ - да осмотре себе изнутра и скупе сву своју храброст да у молитви изговоре последње речи Библије : Дођи, Господе Исусе Христе, дођи. У тој краткој молитви у којој се употребљава само једна реч осим имена Христовог он види сублимацију свих напора и очекивања појединца, цркве и читаве људске историје. Посебан значај придаје храбрости да се каже дођи сад без обзира на могући страх од тога.
Карактеристична је и његова усмереност на садашњи тренутак, јер је садашњост једини тренутак у времену над којим човек има директну власт. Прошлост је прошла, а будућност још није почела. Свест о овоме, митрополит је стекао у младости, за време окупације док је био члан покрета отпора, када га је на излазку из метроа зауставио официр Гестапоа. Тада је осетио да ништа сем тог тренутка не постоји, и да се и прошлост и будућност решава у том тренутку.

## Цитати
- Човек мора себе развијати што богатије на свим пољима; и умом, и срцем и свим својим створењем мора бити што богатија личност. Да би био хришћанин, то није обавезно; али, да би у својству хришћанина дао допринос животу, ја кажем: да, обавезно је! Увек говорим нашим младим свештеницима у Лондону: изабери - или буди незналица и свет, или добро образована особа; али, док ниси свет, молим те, буди образован, јер ће се иначе десити да на питања на које човек има право добити одговоре, ти нећеш моћи одговорити ни по светости, ни по образовању... Ја нисам посебно секуларно образован, али, искуство показује да и то мало што ја знам мени даје приступ људима којима је приступити неопходно; а ако бих рекао: "не знам, нисам никада чуо за то" - људи би просто отишли.[1]